# شين هاي-جيونغ
شين هاي-جيونغ هي ممثلة ومغنية كورية جنوبية وعضوة في فرقة إي أو إي، ولدت في 10 أغسطس 1993.